# Karoline Smidt Nielsen
Karoline Smidt Nielsen (12 maggio 1994) è un'ex calciatrice danese, centrocampista offensivo. Ha giocato 24 partite e realizzato 5 reti con la nazionale danese, con la quale ha partecipato a due edizioni del campionato europeo.
È figlia di Lone, anch'essa calciatrice, che giocò nel ruolo di attaccante nei campionati danese e italiano, in quest'ultimo vincitrice di due scudetti negli anni ottanta, e vanta numerose presenze in nazionale.

## Carriera

### Club
Karoline Smidt Nielsen, figlia d'arte, si avvicina al calcio fin da giovanissima, tesserandosi con Boldklubben 1913 di Odense e giocando nelle sue formazioni giovanili fino al suo trasferimento al HPTI.
Dopo aver indossato la maglia dell'OB di Odense, nell'estate 2012 sottoscrive un accordo con il Fortuna Hjørring per la stagione 2012-2013, Con il nuovo club di Hjørring riesce a conquistare, alla sua seconda stagione in Elitedivisionen, il titolo di campione di Danimarca, titolo bissato al termine della stagione 2015-2016 che la vedrà condividere anche la coppa di Danimarca.
Grazie ai risultati ottenuti in campionato Nielsen gioca con la maglia biancoverde del Fortuna Hjørring tutte le successive stagioni di Women's Champions League arrivando agli ottavi di finale.
Al termine della stagione 2017-2018 ha lasciato il Fortuna Hjørring dopo sei stagioni consecutive e si è trasferita in Germania tra le file del Turbine Potsdam, partecipante alla Frauen-Bundesliga. In quattro stagioni al Turbine ha giocato solo otto partite in campionato a causa di una serie di infortuni che l'hanno tenuta a lungo indisponibile. Anche per questo motivo, nel novembre 2022 ha annunciato il ritiro dal calcio agonistico all'età di 28 anni.

### Nazionale
Dal 2009 Caroline Rask viene convocata dalla Federazione calcistica della Danimarca (DBU) per rappresentare la nazione vestendo la maglia delle giovanili danesi, iniziando dalla Under-17, dove gioca nelle fasi di qualificazione ai campionati europei di categoria 2010, 2011 e 2012, e conquistando in quest'ultima la finale per il terzo posto.
Dal 2011 è inserita in rosa nella formazione Under-19, venendo impiegata dalle fasi di qualificazione agli europei Under-19 di Italia 2011, qualificazione mancata, Turchia 2012, dove si qualifica raggiungendo le semifinali, 1-3 con la Svezia vincitrice del torneo, del Galles 2013, eliminata nella fase a gironi, e senza riuscirci a Norvegia 2014.
In seguito, nel 2016, indossa anche la maglia della Under-23.
Grazie alle sue prestazioni nelle giovanili, nel 2012 è inserita in rosa nella nazionale maggiore, selezionata per vestire la maglia della Danimarca impegnata in Brasile nel Torneio Internacional Cidade de São Paulo, dove fa il suo esordio il 19 dicembre 2012 nella partita vinta per 5-0 sulle avversarie del Messico. Per la sua prima rete con la maglia della nazionale deve aspettare l'anno successivo, dove nell'amichevole con l'Ungheria del 25 settembre 2013 sigla al 9' il gol del parziale 1-0, incontro poi terminato 4-0 per le danesi.

## Statistiche

### Presenze e reti nei club
| Stagione                | Squadra                 | Campionato              | Campionato | Campionato | Coppe nazionali | Coppe nazionali | Coppe nazionali | Coppe internazionali | Coppe internazionali | Coppe internazionali | Altre coppe | Altre coppe | Altre coppe | Totale | Totale |
| Stagione                | Squadra                 | Comp                    | Pres       | Reti       | Comp            | Pres            | Reti            | Comp                 | Pres                 | Reti                 | Comp        | Pres        | Reti        | Pres   | Reti   |
| ----------------------- | ----------------------- | ----------------------- | ---------- | ---------- | --------------- | --------------- | --------------- | -------------------- | -------------------- | -------------------- | ----------- | ----------- | ----------- | ------ | ------ |
| 2012-2013               | Fortuna Hjørring        | E                       | ?          | ?          | CD              | ?               | ?               | UWCL                 | 4                    | 0                    | -           | -           | -           | 4+     | 0+     |
| 2013-2014               | Fortuna Hjørring        | E                       | ?          | ?          | CD              | ?               | ?               | UWCL                 | 4                    | 0                    | -           | -           | -           | 4+     | 0+     |
| 2014-2015               | Fortuna Hjørring        | E                       | ?          | ?          | CD              | ?               | ?               | UWCL                 | 0                    | 0                    | -           | -           | -           | 0+     | 0+     |
| 2015-2016               | Fortuna Hjørring        | E                       | ?          | ?          | CD              | ?               | ?               | UWCL                 | -                    | -                    | -           | -           | -           | -      | -      |
| 2016-2017               | Fortuna Hjørring        | E                       | ?          | ?          | CD              | ?               | ?               | UWCL                 | 2                    | 1                    | -           | -           | -           | 2+     | 1+     |
| 2017-2018               | Fortuna Hjørring        | E                       | 14         | 13         | CD              | ?               | ?               | UWCL                 | 2                    | 0                    | -           | -           | -           | 16+    | 13+    |
| Totale Fortuna Hjørring | Totale Fortuna Hjørring | Totale Fortuna Hjørring | 14+        | 13+        |                 | ?               | ?               |                      | 12                   | 1                    |             | -           | -           | 26+    | 14+    |
| 2018-2019               | Turbine Potsdam         | BL                      | -          | -          | CG              | -               | -               | -                    | -                    | -                    | -           | -           | -           | -      | -      |
| 2019-2020               | Turbine Potsdam         | BL                      | 2          | 0          | CG              | -               | -               | -                    | -                    | -                    | -           | -           | -           | 2      | 0      |
| 2020-2021               | Turbine Potsdam         | BL                      | 6          | 2          | CG              | 1               | 1               | -                    | -                    | -                    | -           | -           | -           | 7      | 3      |
| 2021-2022               | Turbine Potsdam         | BL                      | -          | -          | CG              | -               | -               | -                    | -                    | -                    | -           | -           | -           | -      | -      |
| Totale Turbine Potsdam  | Totale Turbine Potsdam  | Totale Turbine Potsdam  | 8          | 2          |                 | 1               | 1               |                      | -                    | -                    |             | -           | -           | 9      | 3      |
| Totale carriera         | Totale carriera         | Totale carriera         | 22+        | 15+        |                 | 1+              | 1+              |                      | 12                   | 1                    |             | -           | -           | 35+    | 17+    |

## Palmarès
- Campionato danese: 3

Fortuna Hjørring: 2013-2014, 2015-2016, 2017-2018
- Coppa di Danimarca: 1

Fortuna Hjørring: 2015-2016